# Printemps, avril carillonne
Printemps, avril carillonne – utwór francuskiego wokalisty Jean-Paula Maurica, napisany przez Francisa Baxtera i Guya Favereau, a nagrany oraz wydany w 1961 roku. Utwór reprezentował Francję podczas 6. Konkursu Piosenki Eurowizji w tym samym roku.
Piosenka znalazła się na singlu Printemps, avril carillonne. Mauric umieścił na nim także m.in. swoje wersje utworów „Allons, allons les enfants” i „Nous, les amoureux”, które zostały wykonane w (kolejno) przez reprezentantów Monako i Luksemburga w tym samym finale, w którym wystartował Mauric.
Podczas konkursu, który odbył się 18 marca 1961 roku w Palais des Festivals w Cannes, utwór został zaprezentowany jako dziewiąty w kolejności i ostatecznie zdobył 13 punktów, kończąc udział na czwartym miejscu w ogólnej klasyfikacji. Dyrygentem orkiestry podczas występu Maurica był Franck Pourcel.